# Мамедова, Эльнура Рызван кызы
Эльнура Рызван кызы Мамедова (азерб. Elnurə Rızvan qızı Məmmədova; род. 2002, Кёхнакала, Товузский район) — азербайджанская девушка-борец вольного стиля, член национальной сборной Азербайджана, бронзовая призёрка чемпионата мира среди борцов до 23 лет (2023), двукратная серебряная призёрка чемпионата Европы среди борцов до 23 лет (2022, 2024), чемпионка Европы среди борцов до 20 лет (2022).

## Биография
Эльнура Мамедова родилась 2 января 2002 года в селе Кёхнакала Товузского района Азербайджана. Борьбой занимается с 2015 года.
В июле 2019 года Мамедова заняла второе место на летнем Европейском юношеском Олимпийском фестивале в Баку, уступив в финале россиянке Полине Лукиной.
В марте 2023 года Мамедова выиграла бронзу чемпионата Европы среди спортсменов до 23 лет в Бухаресте (весовая категория до 55 кг). В апреле 2023 года выступила на чемпионате Европы среди взрослых в Загребе, где в 1/4 проиграла действующей чемпионке Европы Андрее Ане из Румынии, а в схватке за бронзу — польке Катажине Кравчик. В сентябре 2023 года Эльнура была отобрана в состав сборной Азербайджана на чемпионат мира 2023 в Белграде, но потерпела неудачу на данном чемпионате мира.
В апреле 2024 года принимала участие на Европейском квалификационном турнире в Баку. В 1/8 финала она уступила Веронике Рябоволовой из Северной Македонии.
В мае 2024 года выиграла серебро на чемпионате Европы среди спортсменов до 23 лет в Баку. В июне этого же года завоевала золото на Играх стран БРИКС в Казани.
В марте 2025 года выиграла золото на чемпионате Европы по борьбе среди спортсменов до 23 лет, прошедшем в Тиране (Албания).
В апреле 2025 года на чемпионате Европы в Братиславе в весовой категории до 55 кг на старте же уступила Беатрис Ферент из Румынии.